# Jester Records
Jester Records is een Noors platenlabel, dat onder meer blackmetal, rockmuziek (progressieve rock, avant-rock, psychedelische rock), art-punk, ambient en soundtracks uitbrengt. Het werd in 1998 opgericht door Kristoffer Rygg, zanger van de voormalige band Ulver, na conflicten met hun toenmalige label Century Media Records. Het is gevestigd in Oslo.
Op het label kwam muziek uit van onder meer Arcturus, Head Control System, Star of Ash, Ulver, Virus, When en Zweizz.